# 马绍尔群岛国徽
馬紹爾群島國徽為圓形。藍色的背景代表海洋。上方的二十四角星和兩道橙白兩色的條子，意義與國旗相同。中間為展翅的天使，象徵和平。下方為馬紹爾海圖，下方綬帶書有「璽」。順時分方向數起的圖案，分別是象徵漁業的漁網、帆船、島嶼和椰子樹、貝殼造成的錘子。外環以鎖鏈，兩者之間上方帕有國名，下方以馬紹爾語書有國家格言「共同努力得以成就」。